# Соснов (село)
Соснов (укр. Соснів) — село в Золотниковской сельской общине Тернопольского района Тернопольской области Украины.
До 2020 года входило в Теребовлянский район.
Население по переписи 2001 года составляло 666 человек. Занимает площадь 6,401 км². Почтовый индекс — 48112. Телефонный код — 3551.